# ویلیام موربیکی

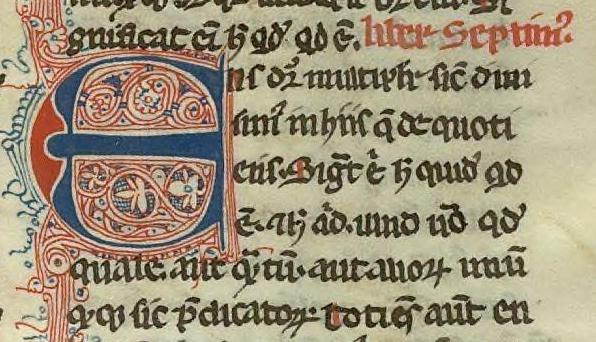
تصویر فوق از آثار ویلیام است

ویلیام موربیکی (هلندی: Willem van Moerbeke) مترجم، کشیش و نویسنده طی قرون وسطی میانه در اروپا بود که دست به ترجمه آثار یونانی منتقل شده اروپا کرد.